# جواو ألبرتو دي سوزا
جواو ألبرتو دي سوزا هو اقتصادي وسياسي برازيلي، ولد في 1 أكتوبر 1935 في São Vicente Ferrer, Maranhão ‏ في البرازيل. نشط حزبياً في Democratic Social Party ‏. وقد انتخب federal deputy of Maranhão ‏ وانتخب عضو مجلس الشيوخ من البرازيل ‏ عن دائرة Maranhão ‏ وقد انضم خلال فترته النيابية ‏ للكتلة البرلمانية حزب الحركة الديمقراطية ‏.